# Resolució 2304 del Consell de Seguretat de les Nacions Unides
La Resolució 2304 del Consell de Seguretat de les Nacions Unides fou adoptada el 12 d'agost de 2016. El Consell va ampliar el mandat de la Missió de les Nacions Unides al Sudan del Sud (UNMISS) durant quatre mesos, va augmentar el nombre d'efectius i va establir una "força de protecció regional" de 4.000 persones per al seu desplegament a la capital, Juba, on havia tornar a sorgir la violència.
La resolució fou aprovada per 11 vots a favor i cap en contra; Xina, Egipte, Rússia i Veneçuela es van abstenir.

## Context
Egipte va dir que el Consell de Seguretat estava cada cop més disposat a ignorar els principis de les operacions de pau. Un principi bàsic aquí era que el país implicat n'estigués d'acord. Aquesta resolució ignorava la posició del govern de transició sud-sudanès. Veneçuela també pensava que se n'hauria de parlar més, i menys amenaçar i castigar. El país pensava que la força extra a Juba exacerbaria la situació. Tots dos països s'havien abstingut. Rússia i Xina també es van abstenir perquè no hi havia l'acord del govern sud-sudanès. El propi Sudan del Sud va confirmar aquesta posició. En principi havia consentit la força de protecció, però s'oposava a algunes modalitats i a la proposta d'embargament d'armes.
Els Estats Units van assenyalar que fa un mes es va produir la violència a Juba i que ja no podia detenir-se. La força de protecció a la capital era necessària per protegir la població fins que el govern assumís la seva responsabilitat. Nova Zelanda va dir que calia consultar el país en qüestió, però que el Consell de Seguretat havia de fer alguna cosa per salvaguardar la pau i la seguretat internacionals i protegir la població.

## Contingut
El Consell era molt preocupat per la crisi que havia sorgit al Sudan del Sud a conseqüència del conflicte polític intern del SPLM. Els combats a Juba entre el 8 i l'11 de juliol van ser fortament condemnats. Els ciutadans i el personal de l'ONU també van ser atacats durant aquestes batalles. Els dies 17 i 18 de febrer, el poble lluitava fins i tot en una zona protegida per l'ONU per a la població. Es va afirmar que els líders sud-sudanesos durien a terme l'alto el foc que havien reclamat l'11 de juliol.
A causa del gran desplegament de recursos en zones tan segures, la presència d'UNMISS es va mantenir limitada en altres llocs. El govern de transició d'unitat nacional del Sudan del Sud també va treballar força contra la força de pau, entre altres coses, restringint severament la llibertat de moviment del poder. Es va afirmar que el govern de transició s'adheria a l'status of forces agreement i que ja no obstaculitzava les organitzacions d'ajuda i de l'UNMISS.
El 16 de juliol l'Autoritat Intergovernamental pel Desenvolupament (IGAD), del que Sudan del Sud n'era membre, va participar com a mediador i va decidir que hauria d'haver una "força de protecció regional", que dos dies més tard va ser recolzada per la Unió Africana. El govern de transició també ho havia acordat.
El mandat UNMISS es va estendre fins al 15 de desembre de 2016 i va elevar el nombre màxim de tropes a 17.000. La tasca principal era protegir la població. També se li va permetre utilitzar tots els mitjans necessaris per defensar-se de la violència. En el cas que la UNMISS fos obstaculitzada en el compliment del seu mandat, ja hi havia una moció de resolució que establia un embargament d'armes contra Sudan del Sud.
A més, la UNMISS va rebre una Força de Protecció Regional de 4.000 homes, que es desplegaria a Juba i hi havia de proporcionar seguretat. Concretament, això significava:
- Permetre la llibertat de circulació a la ciutat amb la protecció de les vies de comunicació i de transport;
- Assegurar que l'aeroport es mantingui operatiu i protegiu, important per al benestar de la població;
- Prendre acció contra qualsevol persona que prepari un atac o l'executi a les àrees protegides, l'ONU o agències d'ajuda;

La retirada d'aquest component es relacionaria amb aquestes condicions.